# Tides of Time: Im Strom der Zeit
Tides of Time (polnischer Originaltitel: Poprzez wieki) ist ein Kartenspiel des Spieleautors Kristian Čurla für zwei Personen. Das Spiel erschien 2015 bei dem polnischen Verlag Portal Games und wurde kurz darauf international vermarktet. Im deutschsprachigen Raum erschien es ebenfalls 2015 bei Pegasus Spiele als Tides of Time: Im Strom der Zeit. Bei dem Spiel handelt es sich um ein strategisches Drafting-Spiel mit nur 18 Karten, bei dem die Spieler versuchen, möglichst wertvolle Kartenkombinationen zu bekommen und auf diese Weise zu gewinnen.
2016 erschien mit Tides of Madness: Wogen des Wahnsinns ein Nachfolger des Spiels mit einem Cthulhu-Thema, bei dem dem ursprünglichen Spielmechanismus als zusätzliche Komponente Wahnsinnsmarker zugefügt wurden, die ein vorzeitiges Ausscheiden eines oder beider Spieler herbeiführen können.

## Thema und Ausstattung
Bei dem Spiel handelt sich um einen strategischen Wettstreit zweier Spieler um das Erreichen einer möglichst guten Kartenauslage, um bei den drei Wertungen des Spiels jeweils eine maximale Punktezahl zu erhalten. Als Spielmechanik werden die Karten gedraftet, es wird also von beiden Spielern aus einer jeweils anfangs verteilten Kartenhand eine Karte für die Auslage ausgewählt und der Rest der Karten danach an den Gegenspieler gegeben.
Das Spielmaterial von Tide of Time besteht aus 18 großformatigen Karten, auf denen Gebäude oder andere Themen illustriert sind. Diese Karten sind durch Symbole fünf verschiedenen Themen zugeordnet und geben jeweils eine Bedingung für das Erreichen einer angegebenen Siegpunktzahl oder eine Modifizierung der Wertung an. Hinzu kommen vier Marker, mit denen Karten der Auslage aus den beiden ersten Runden markiert werden.

## Spielweise
Die Spiele Tides of Time sowie der Nachfolge Tides of Madness werden beide auf die gleiche Weise als Drafting-Spiel gespielt und unterscheiden sich zum einen thematisch und zum anderen durch die zusätzlichen Wahsinnsmarker bei Tides of Madness. 

### Tides of Time
Zur Spielvorbereitung werden alle 18 Spielkarten gemischt, danach bekommen beide Spieler je 5 Handkarten und die restlichen Karten werden als verdeckter Nachziehstapel abgelegt.
Tides of Time wird über drei Runden mit jeweils fünf Karten gespielt. Zu Beginn wählt jeder der beiden Spieler je eine Handkarte aus seiner Kartenhand aus und legt diese verdeckt vor sich ab, die restlichen Karten gibt er an seinen Gegenspieler weiter. Danach werden gleichzeitig beide Karten aufgedeckt und aus den nun noch vier Karten pro Spieler wird erneut eine Karte ausgewählt und abgelegt. Dies geschieht, bis beide Spieler jeweils ihre fünf Karten vos sich liegen haben.
Als nächste Phase folgt die Auswertung, bei der jeder Spieler nacheinander seine ausliegenden Karten auswertet. Die Karten geben dabei vor, unter welchen Bedingungen der Spieler Siegpunkte erhält:
- durch Karten eines Symboltyps,
- durch Mehrheiten eines Symboltyps, und
- durch Kombinationen mehrerer Symbole.

Die Siegpunkte werden aufgeschrieben, danach nimmt jeder Spieler die fünf Karten der Runde wieder auf die Hand und wählt je eine Karte aus, die dauerhaft ausgelegt wird, und eine, die aus dem Spiel genommen wird. Danach markiert jeder Spieler die Karte der dauerhaften Auslage mit einem entsprechenden Marker. Die verbleibenden drei Karten bleiben auf der Hand des Spielers, der zwei weitere Karten zieht und damit erneut eine vollständige Kartenhand aus fünf Karten hat.
Die zweite und die dritte Runde erfolgen analog zur ersten Runde, wobei das Spiel in der dritten Runde nach der Wertungsphase endet. Der Spieler, der nach dieser Wertung die meisten Punkte hat, gewinnt das Spiel.

### Tides of Madness
Tides of Madness wird nach den gleichen Regeln gespielt wie Tides of Time. Zur Spielvorbereitung werden zusätzlich die Wahnsinnsmarker in die Spielmitte gelegt. Anders als bei dessen Vorgänger sind die Karten in diesem Fall mit Wesen, Orten und anderen Szenen aus dem Cthulhu-Mythos illustriert.
In jeder Wertungsphase von Tides of Madness werden die ausliegenden Karten auf Karten mit Tentakelillustrationen überprüft. Für jede dieser Karten bekommt der jeweilige Spieler einen Wahnsinnsmarker. Hat ein Spieler zu irgendeinem Zeitpunkt im Spiel neun oder mehr dieser Marker, verliert er das Spiel direkt.

## Entwicklung und Rezeption
Das Spiel Tides of Madness wurde von dem Spieleautor Kristian Čurla entwickelt und erschien 2015 bei dem polnischen Verlag Portal Games jeweils als Ausgabe auf Polnisch und Englisch. Im gleichen Jahr wurde es international von mehreren weiteren Verlagen publiziert. In Deutschland erschien es bei Pegasus Spiele als Tides of Time: Im Strom der Zeit.
Aufgrund des Erfolgs von Tides of Time veröffentlichte Čurla  2016 mit Tides of Madness einen Nachfolger des Spiels mit einem Cthulhu-Thema. Auch diese wurde international veröffentlicht.

## Belege
1. 1 2 3 4 5 6  Spieleanleitung Tides of Time: Im Strom der Zeit, Pegasus Spiele 2015
2. ↑  Spieleanleitung Tides of Madness: Wogen des Wahnsinns, Pegasus Spiele 2016
3. ↑  Versionen von Tides of Time in der Spieledatenbank BoardGameGeek (englisch); abgerufen am 15. Dezember 2018.
4. ↑  Versionen von Tides of Madness in der Spieledatenbank BoardGameGeek (englisch); abgerufen am 15. Dezember 2018.